# Gran Premi de Gal·les
El Gran Premi de Gal·les (Grand Prix of Wales) va ser una cursa ciclista femenina que es va disputar als voltants de Newport, a Gal·les. Només se'n va organitzar l'edició del 2005, que va formar part del calendari de la Copa del Món de ciclisme femení.

## Palmarès
| Any  | Vencedor     | Segon             | Tercer      |
| ---- | ------------ | ----------------- | ----------- |
| 2005 | Judith Arndt | Susanne Ljungskog | Oenone Wood |